# Стивен Синот
Стивен П. Синот (енгл. Stephen P. Synnott) амерички је астроном и члан Војаџер мисија. Открио је више Јупитерових, Сатурнових, Уранових и Нептунових сателита.